# Pelagophyceae
Pelagophyceae är en klass alger inom gruppen heterokonter. De är huvudsakligen encelliga och sfäriska. Klassen verkar sakna utmärkande ultrastrukturella drag och är istället definierad på molekylärbiologiska grunder, såtillvida att dess medlemmar formar en monofyletisk grupp. Tidigare räknades medlemmarna till klassen guldalger, Chrysophyceae. Totalt finns 12 arter fördelade på de två ordningarna Pelagomonadales och Sarcinochrysidales.
Vissa medlemmar, såsom Aureoumbra lagunensis och Aureococcus anophagefferens, är kända för att orsaka algblomning (brown tides), i Texas respektive utanför New York. Dessa "bruna" algblomningar kan leda till att ålgräs (bandtång, Zostera marina) konkurreras ut på grund av ljusbrist.